# Creu Monumental de Freixenet de Segarra
La Creu Monumental de Freixenet de Segarra és una creu de Sant Guim de Freixenet (Segarra) inclosa a l'Inventari del Patrimoni Arquitectònic de Catalunya.

## Descripció
És una creu situada a l'entrada del poble, vora el costat dret de la carretera d'accés, en una zona de jardí. Aquesta s'estructura a partir de graonada, sòcol, fust, nus i creu. Tres graons de planta quadrada disposats en progressió decreixent forment el bassament de la creu. Damunt seu s'aixeca el sócol de secció octogonal motllurat amb un collar superior des d'on arrenca un fust vuitavat. En seu nus, també vuitavat, es sobreposa al fust mitjançant una estructura motllurada des d'on arrenca la creu. A l'anvers d'aquesta creu, apareix una inscripció en relleu amb el nom "SANTA MISSIÓ", situada als seus brancals, així com, la data "1954" situada al llarg de la tija de la creu.

## Història
Les creus de la Santa Missió són el testimoni de la predicació de la fe cristiana per part dels Pares Claretians en molts llocs de la comarca de la Segarra. La seqüència d'aquest acte podia variar però durava d'un a tres dies. Durant aquest període dos pares s'encarregaven de reunir la gent d'un poble, la fe de la qual volien reafirmar i feien diversos actes de prèdica. Les cerimònies acabaven amb una missa, un viacrucis, una processó i la construcció d'una creu en un lloc ben visible del poble com podia ser l'entrada